# KVDT
KVDT (103,3 MHz) é uma estação de rádio FM não comercial licenciada para Allen, Texas, e atendendo ao mercado de rádio de Dallas-Fort Worth. É de propriedade da VCY America, Inc., e transmite um formato de rádio cristão. A maior parte da programação vem dos estúdios da sede da VCY America em Milwaukee, Wisconsin. A KVDT programa palestras cristãs e programas de ensino durante o dia, enquanto a música cristã é ouvida à noite. A SRN News fornece atualizações.
A KVDT tem uma potência radiada efetiva (ERP) de 98.000 watts. O local do transmissor está na FM 902 a sudeste de Collinsville, Texas, no Condado de Grayson. O sinal cobre as partes do norte do metroplex de Dallas-Fort Worth e o norte do Texas, bem como o sul de Oklahoma.